# Pie romano
El pie romano es una antigua unidad de medida romana que equivale a 0,296 m (aproximadamente un pie del sistema imperial actual). Aparece citado en numerosos textos normativos y técnicos de diversas épocas como las XII Tablas (450 a. C.) (Cornell 1999, 318 y ss), las normas urbanísticas de Augusto y Nerón (I d. C.), Trajano (II d. C.), la Constitución de Zenón, los escritos de Vitruvio, Plinio el Viejo, etc. El modelo oficial o patrón era el pes monetalis que se guardaba en el Templo de Juno Moneta de Roma; su medida puede comprobarse en las reglas de bronce y hueso encontradas en Herculano, en la estela funeraria de un carpintero naval hallada en el puerto de Ostia, y en una tabla oficial de medidas de longitud vigentes en el siglo I hallada en el mercado de la ciudad libia de Leptis Magna.

## Múltiplos
- palmipes (1¼ pies)
- cubitus (1½ pies)
- gradus (2½ pies)
- passus (5 pies)
- actus (120 pies)
- stadium (625 pies)
- milliarium (5000 pies)
- leuga (7500 pies)

## La medida exacta del pie romano
La medida del pie romano ha sido investigada desde el Renacimiento, aunque es desde el establecimiento del sistema métrico decimal en el siglo XIX cuando se han hecho los mayores esfuerzos. En España el gramático Elio Antonio de Nebrija (1444-1532) hizo pintar en la entrada de la Biblioteca de la Universidad de Salamanca, para que sirviese de patrón, un pie romano obtenido de las mediciones que efectuó en el estadio de Mérida y en la Vía de la Plata entre dos miliarios (Enrique Granados; López Rodríguez 1998, ix-x). Fue el alemán Hultsch, entre otros, el que estableció en 1882 el valor medio de 0,2957 m (Liz Guiral 1988, 149).

### Longitud de los ejemplares-patrón del pie romano
Referencias tomadas de las medidas publicadas en
- Capitolino
  - Medida antigua: 0,293280 m.
  - Medida de Cassini: 0,294408 m.
  - Medida de Bïanchini: 0,294859 m.
- Museo de Nápoles:
  - 1.º ej. medida de Cagnazi: 0,294350 m.
  - 2.º ej. id. id.: 0,295000 m.
  - 3.º ej. id. id.: 0,296200 m.
  - 4.º ej. id. id.: 0,296350 m.
- Museo del Louvre:
  - Nº3016 medida de Jomard: 0,295900 m.
  - Nº3014 id. id.: 0,296300 m.
- Vaticano:
  - Medida aproximada: 0,297410 m.
  - Medida exacta (D'Anville): 0,297810 m.
- Colociano:
  - P. Mariana. De pond. et mens., p. 34: 0,300000 m.
- Olímpico:
  - Medida de Curtius: 0,307632 m.
  - Medida deducida del Partenon por Foucherot: 0,308597 m.

### Medidas actualizadas
Otra definición de la medida del pie romano es la equivalente a 16/28 del codo de Nippur (Nippur cubit). El International Bureau for hexadecimal metrology (BI-SMH) define el codo de Nippur exactamente en 518.616 mm, por lo que un pie romano equivaldría a 296,352 mm.
Este valor coincide con el del pie romano histórico obtenido a través de modernos métodos estadadísticos, establecido en 296,2 mm ± 0.5 mm, o también 296.2 ± 0.17 % mm (véase Rottländer, Tübingen, Germany).

## Otros valores del pie romano
Otros valores del pie empleados en las obras romanas eran el pie gálico que medía 0,324 m, el ptolemaico de la provincia de Cirenaica de 0,309 m y el pie drúsico, empleado por Druso en Germania, que tenía una longitud de 13½ pulgadas en lugar de 12, lo que le da un valor métrico de 0,332 m (Puig y Larraz, 1898).

## Equivalente griego
En la Grecia Clásica también había varias unidades de pies, por lo menos las tres reconocidas a partir de los trabajos d e W. Dörpfeld (Hellmann 2002, 45): el pie dórico con un valor aproximado de 32,6 cm, el pie ático de 29,4 cm y el pie jónico de 34,8 cm.